# Ekstremizam
Ekstremizam je izraz kojim se označavaju djela ili ideologije koje izlaze iz okvira koje se smatraju društveno prihvatljivim, bilo iz pragmatičnih, bilo iz moralnih razloga. Taj je izraz gotovo u pravilu pogrdan. Kao njegova suprotnost se navodi umjerenost. 
U politici se esktremnim ideologijama obično smatraju one koje pripadaju ekstremnoj ljevici, ekstremnoj desnici ili vjerskom fundamentalizmu.
Sljedbenici tih ideologija ili pokreta se u pravilu sami nikada ne nazivaju ekstremistima, ali su zato skloniji sebe nazivati radikalima. Zbog toga se izraz radikalizam danas uvriježio kao svojevrsni eufemizam za ekstremizam.